# 設拉子站
設拉子站（波斯語: ايستگاه راه آهن شیراز, Istgah-e Rah Ahan-e Shiraz）是位於伊朗法爾斯省首府設拉子的主要鐵路車站，屬於伊朗的國營鐵路伊朗伊斯兰共和国铁路。因該車站離市中心的距離過遠，而一直飽受批評。